# Еголдаева тьма
Еголда́ева тьма (вар. Яголдаева тьма, Яголдаевщина, западнорус. Сараева сына Егалтаева тма, Еголдаевь повет Сараева сына, Сареевичъ Ꙗкгалдаи со тмою, Сараȣкгул Ꙗколътаи тьмень, пол. Jahołdajewszczyzna, Sarayewcza panstwa Jakaltanskie, Sarajewa syna Jehałtajewa t’ma, Sarajewa t’ma; тат. Җагалдай) — татарское территориальное образование в составе Великого княжества Литовского, на территории современных Курской и Белгородской областей России. Сформировано около 1438—1440 годов выходцами из Золотой Орды во главе с Еголдаем Сараевичем. Существовало до конца XV века на правах феодального владения, хозяева которого были вассалами великих князей литовских.

## История тьмы
В древнерусское время территория будущей «тьмы» относилась к Черниговской земле. На Северщине (историческая область между Днепром и Доном), согласно гипотезе этнографа А. А. Шенникова, ещё с XII века складывается хозяйственный симбиоз: половцы, кочевавшие по степным междуречьям со своими стадами, не возражали против поселения в приречных лесах удобных и выгодных соседей-славян (северов). Объединение этих славянских и кыпчакских общин произошло, скорее всего, уже в золотоордынское время.
После монгольского нашествия юго-восток Чернигово-Северской земли вошёл в состав Белой Орды. По одной из версий, территория будущей Еголдаевой тьмы была присоединена к Великому княжеству Литовскому в 1397 году в результате военного похода, возглавляемого Витовтом. Хроника Быховца под 1402 годом упоминает литовских подданных — путивльских севрюков, занятых ловлей бобра и бортничеством на реке Тихой Сосне. В начале XV века они пострадали от грабительского набега «мужиков московских». О принадлежности Путивля, Хотмышля, Донца и Воронежа к числу земель великого князя литовского сообщает составленный в 1432 году «Список городов Свидригайла». Скорее всего, они вошли в состав ВКЛ ещё до того, как Еголдай Сараевич стал литовским вассалом. Граница между Литвой и Ордой прошла «уверхъ Сомора и уверхъ Ория ажъ до Донъца, а от Донъца — по Тихую Сосну».
 В 1429—1430 годах положение в Орде было сложным: население разорялось из-за бесконечных междоусобиц (по Никоновской летописи — «Бысть брань и замятия велия»), кроме того, огромное количество людей унесла эпидемия чумы. Это побуждало ордынцев мигрировать в соседние регионы. В эти годы значительно выросло количество татар в Литве и на Руси. Из-под власти хана Улу-Мухаммеда отпали некоторые области страны. В 1437 году Улу-Мухаммед был окончательно вытеснен соперниками из своих владений, после чего совершил поход через Белёв на Нижний Новгород и Казань, а часть его войска, возглавляемая эмиром Еголдаем Сараевичем, осела на юго-восточной окраине Литвы. В обмен на пожалованные земли Еголдай должен был защищать литовские границы от набегов других татар. Занятая им территория охватывала верховья рек Оскола, Северского Донца и Псла. В состав Еголдаевой тьмы входили города:
- Мужеч (Гочевское городище на Псле, между современными Суджей и Обоянью)[20]
- Милолюбль (Крапивенское городище в окрестностях города Шебекино)[21]
- Оскол (Холковское городище на реке Оскол[22] или нынешний Старый Оскол[23]).

Польский историк Стефан Кучиньский, автор одного из наиболее обстоятельных обзоров истории Еголдаевой тьмы, связал это княжество с существовавшим в верховьях Оскола Еголдаевым городищем. Некоторые авторы считали территорию Яголдаевщины весьма обширной, но, как полагает А. А. Шенников, источники не дают для этого достаточных оснований.
Во второй половине XV века владельцем «тьмы» был Роман Яголдаевич, приходившийся Еголдаю Сараевичу сыном (по другой версии — правнуком). Дочь Романа была выдана замуж за князя Ю. Б. Вяземского. Около 1494 года князь Вяземский бежал вместе с женой в Москву, и Яголдаевщина ненадолго стала частью домениальных владений великого князя литовского Александра Ягеллончика, но согласно привилею от 19 марта 1497 года была поделена между киевскими боярами Дебром Калениковичем, Михаилом Гагиным, Федко Голенчичем и Кунцой Сеньковичем:
«…поведали намъ, што ж дѧдко жонъ их, кнѧз(ь) Роман Ꙗголдаевичъ ωднȣ дочкȣ в себе мел, и таꙗ его дочка была за кн(ѧ)зем Юр(и)емъ Борисовичом Вѧземъским. И кнѧз(ь) Роман записал был тои дочце своеи именьꙗ свои ωтчинъные на имѧ Мȣжеч, а Милолюбль, а Ѡскол, а Ꙗдреевцы, а Берково в Киевском повете а въ Пȣтивльском. И кн(ѧ)зѧ Романова дочка з мȣжом своим зъехали до Москвы. Ино тые именьꙗ вси кн(ѧ)зѧ Романовы спали были на нас, на г(о)с(по)д(а)ра. И били нам чолом Дебръ Калениковичъ, а Михаило Гагин, а Өедко Голенчичъ, а Кунца Сенъковичъ, абыхмо тые имен(ь)ꙗ дѧдка жонъ их кн(ѧ)зѧ Романовы им дали по близкости жонъ ихъ…».

## Личность Еголдая
По мнению Ю. В. Селезнёва, Еголдай был сыном Сарая, служившего эмиром беклярибеку Едигею. Он откочевал в эти места после 1419 года. Некоторые польские исследователи считают, что Еголдай Сараевич был темником золотоордынского хана Улуг-Мухаммеда, поддержанного Витовтом в период внутриусобной борьбы 20-х годов XV века. Согласно их гипотезе, земли на юго-востоке Литвы были пожалованы самому Улу-Мухаммеду, и только потом перешли к Еголдаю. Другие историки полагают, что переход Еголдая в литовское подданство случился позднее. Это могло произойти в промежутке с 1432 по 1443 год.
Согласно иной версии, Еголдай Сараевич может быть тождественен беку Ягалтаю, который в 40-х — 50-х годах XIV века состоял при дворе золотоордынских ханов Джанибека и Бердибека, следовательно, его «тьма» могла перейти к Литве во второй половине этого столетия. Данную гипотезу частично поддержал Л. В. Воротынцев, отнеся создание Еголдаевой тьмы к промежутку между 1380 и 1397 годами. Позже он изменил своё мнение, датировав это событие первой третью XV века.
Существует мнение, что потомками Еголдая могли быть представители княжеского рода Ингильдеевых, жившие на Смоленщине. Часть историков признаёт эту гипотезу ошибочной.

## В составеРусского государства
В ходе русско-литовской войны 1500—1503 годов территория бывшей Еголдаевой тьмы перешла к Москве. Местный землевладелец М. Гагин впоследствии жаловался великому князю литовскому Сигизмунду I, что «именя его, которые ему по жоне его достали ся в Путивли, неприятел н(а)шъ великии кн(я)зь московъскии забрал и посел». Ретроспективно «тьма» продолжает фигурировать в ярлыках крымских ханов литовским князьям, в частности, в датированном 1507 годом ярлыке Менгли Гирея Сигизмунду I. Самое позднее упоминание Еголдаевой тьмы в источниках относится к 1574 году.
В середине XVI века в бассейне Северского Донца промышляли казачьи отряды, возглавляемые атаманами: Елкой, Лопырем, Яковом Капустой и Мишкой Черкашенином. Позднее в этой местности жили некие оскольские казаки, одного из которых звали Иванко Матвеев (упомянут под 1570 годом). В 1589 году упоминались черкасы с Оскола, которые громили путивльских станичников и севрюков, а также грабили стада у Новосиля. Донецкие и оскольские казаки участвовали в заселении новопостроенных Белгорода, Оскола, Валуек и Царёва-Борисова. Оскольские (голубинские) казаки — по-видимому, здешние старожилы — упоминаются в документах 1613—1628 годов.

## Еголдаево городище
Источники XVI—XVII веков отмечают «Еголдаево городище». Например, в «Росписи польским дорогам» говорится: «от Ливен же до Оскола до Еголдаева городища через Муравскую дорогу и через речку Опочки езду 2 дни. А от Еголдаева городища до Муравской дороги до верх Оскола езду верст с 40». По данным пространной разрядной книги, крепость Оскол (нынешний Старый Оскол) планировалось «ставить на Волдаеве городище». Согласно воеводскому отчёту 1639 года, в центральной части этого города локализуется «Голдаиво городище». Вероятно, именно Еголдаево городище было центром «тьмы».